# Большая Таволжанка
Больша́я Таволжа́нка — хутор в Алексеевском районе Волгоградской области России. Входит в Краснооктябрьское сельское поселение.
Население — 0,21 тыс. жителей.
Хуторе расположен на севере района, в 9 км западнее посёлка Красный Октябрь, В 8 км западнее от автомобильной дороги «Новоаннинский—Красный Октябрь». В 29 км северо-восточнее расположена железнодорожная станция Филоново (Новоаннинский) на линии «Волгоград—Москва».
В хуторе находится начальная школа. Хутор не газифицирован, дороги грунтовые.
В хуторе находится пруд.

## История
По состоянию на 1918 год населённый пункт (как хутор Таволжанка) входил в Алексеевский юрт Хопёрского округа Области Войска Донского.